# Cytadelowcy

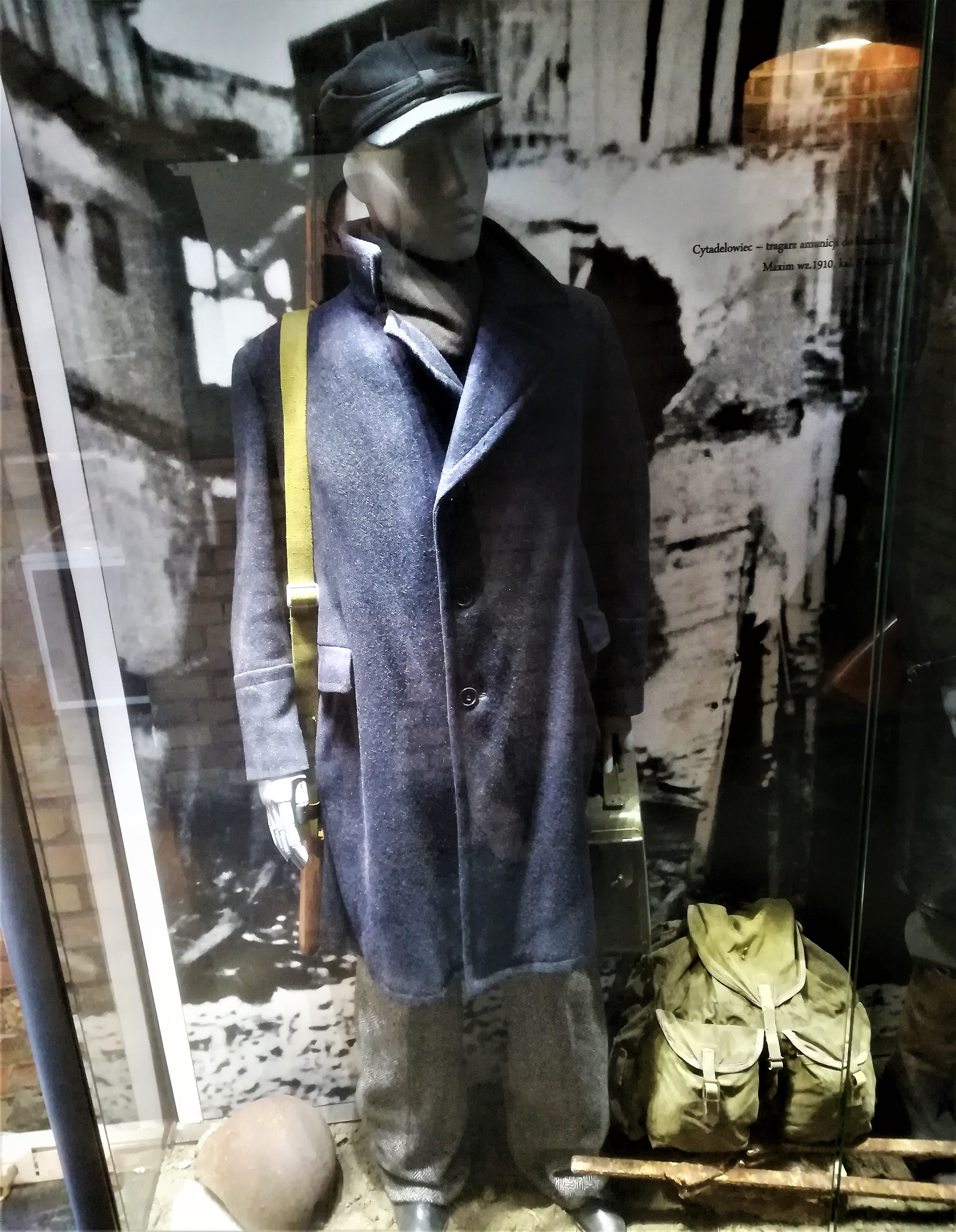
Rekonstrukcja umundurowania „cytadelowca” w Muzeum Uzbrojenia w Poznaniu

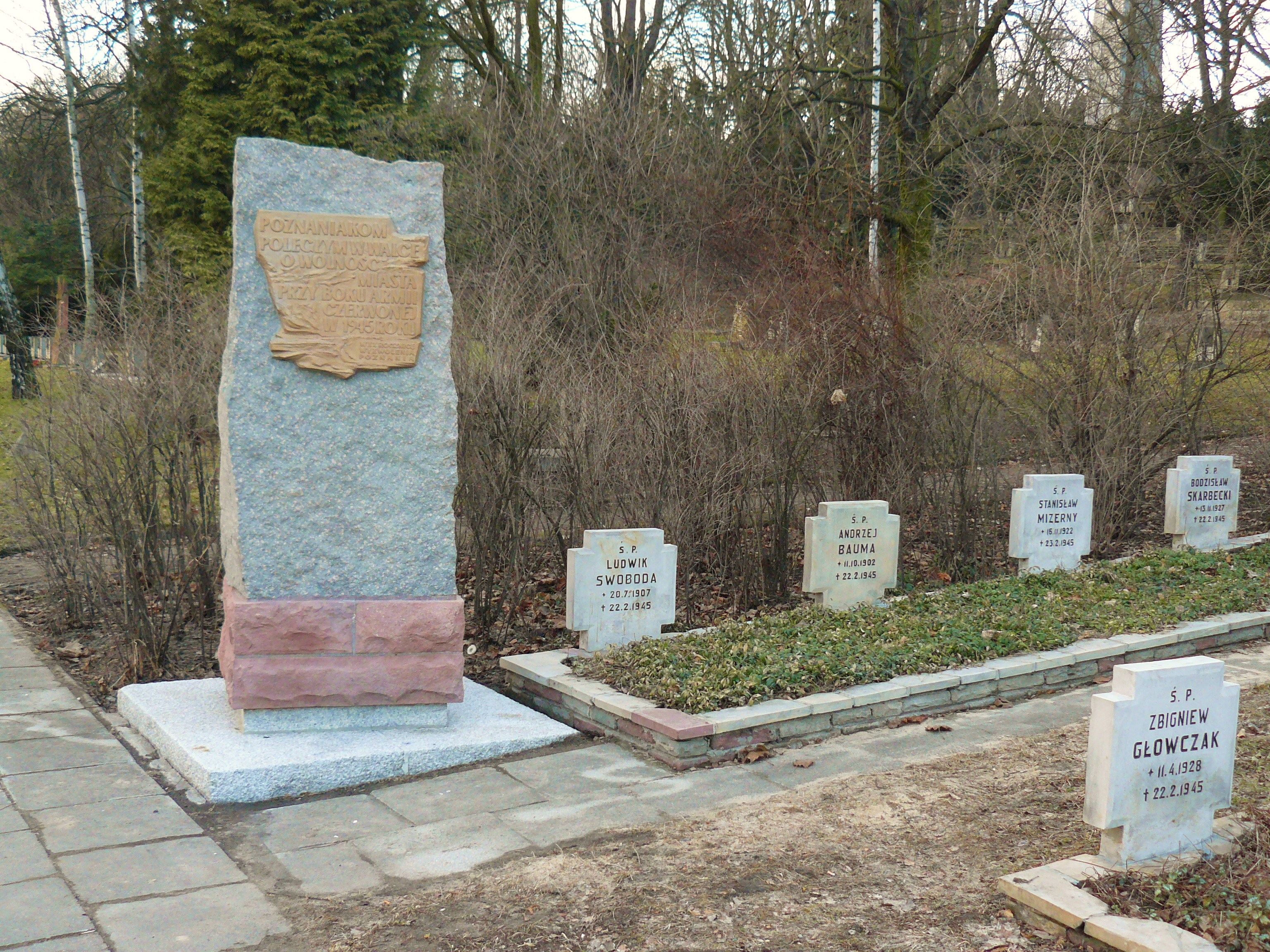
Cmentarz i pomnik „cytadelowców” na Cytadeli w Poznaniu

Cytadelowcy – cywilni uczestnicy walk o Fort Winiary (Cytadelę) w Poznaniu w dniach 20/21–23 lutego 1945, walczący razem z jednostkami Armii Czerwonej przeciwko niemieckiej załodze twierdzy w czasie bitwy o Poznań podczas II wojny światowej. 

## Udział w walkach
Termin bywa używany nieprecyzyjnie, jednak w istocie określa tych, którzy walczyli i ginęli w tych dniach w rejonie poznańskiej Cytadeli. Przymusowy pobór prowadzony był za pośrednictwem komisariatów Milicji Obywatelskiej z udziałem żołnierzy Armii Czerwonej. Cytadelowców należy traktować jako jednostkę polską współuczestniczącą w zdobywaniu Cytadeli, nie zaś jako pomocniczą Armii Czerwonej. Oddziały polskie, o łącznej liczebności około 2000 osób, podzielono na grupy szturmowe lub pomocnicze (tak zwane saperskie), pod polskim lub radzieckim dowództwem. W walkach zginęło 94 poznaniaków, 300 zostało rannych. Lista polskich uczestników walk znajduje się w książce Feliksa Róg-Mazurka Poznaniacy w walce o Cytadelę.
Bezpośrednią przyczyną sformowania polskich oddziałów był rozkaz Józefa Stalina, w którym nakazał on zdobycie poznańskiej Cytadeli w dniu 23 lutego, to jest w 27. rocznicę powstania Armii Czerwonej. Cel był niewykonalny przy użyciu samych tylko Sowietów, gdyż brakowało podówczas żołnierzy, przetrzebionych wcześniejszymi walkami ulicznymi w mieście, w szczególności zaś nie było do dyspozycji służb inżynieryjno-saperskich.

## Upamiętnienie
Cytadelowcy Poznańscy są od 23 kwietnia 1961 patronami Szkoły Podstawowej nr 13 w Poznaniu, zlokalizowanej przy alei Niepodległości 32. Ich imieniem, w 2021 roku, nazwany został także stu kilkudziesięcioletni dąb szypułkowy rosnący w Parku Cytadela. Decyzję tę podjęła Rada Miasta Poznania w ramach uchwały ustanawiającej to drzewo pomnikiem przyrody. Walczący upamiętnieni zostali również pomnikiem na Cytadeli, przy cmentarzu Cytadelowców z napisem o treści:   

Poznaniakom poległym w walce o wolność miasta przy boku Armii Czerwonej w 1945 roku.